# 西尾市立一色中部小学校
西尾市立一色中部小学校（にしおしりつ いっしきちゅうぶしょうがっこう）は、愛知県西尾市一色町一色にある公立小学校。

## 概要
- 一色町一色の一部、一色町池田、一色町前野、一色町対米の一部、一色町味浜の一部が校区である。公立中学校に進む場合は西尾市立一色中学校に進学する[1]。
- 旧・幡豆郡一色町の小学校であった。

## 沿革
- 1872年（明治5年）7月 - 第2大学区第8番中学区第56番小学育英学校として開校する。安休寺[注釈 1]を仮校舎とする。
- 1874年（明治7年）1月 - 善寿院[注釈 2]を仮校舎とする。
- 1876年（明治9年） - 第2大学区第8番中学区第55番小学一色学校に改称する。校舎を新築し移転する。
- 1887年（明治20年） - 尋常小学一色学校に改称する。
- 1889年（明治22年）10月1日 - 一色村、藤江村、坂田新田が合併し、一色村となる。
- 1892年（明治25年）
  - 4月 - 一色尋常小学校に改称する。
  - 5月13日 - 一色村が町制施行して一色町（第1次）となる。
  - 11月 - 一色町、西崎村、栄生村、味沢村、五保村、衣崎村で組合を設立し、一色高等小学校を開校する。
- 1897年（明治30年）1月 - 一色高等小学校が一色尋常小学校の隣接地に移転する。
- 1906年（明治39年）
  - 5月1日 - 一色町、五保村、衣崎村、味沢村、栄生村と合併し、一色村が発足。
  - 9月 - 一色尋常小学校と一色高等小学校を統合し、一色尋常高等小学校となる。
- 1907年（明治40年）9月 - 校舎を新築し、移転する。
- 1923年（大正12年）10月1日 - 一色村が町制施行し、一色町が発足。
- 1926年（大正15年） - 一色尋常高等小学校、一色第二尋常小学校、一色第四尋常小学校を統合し、一色町立中部尋常高等小学校となる。
- 1941年（昭和16年）4月1日 - 一色町中部国民学校に改称する。
- 1947年（昭和22年）4月1日 - 一色町立一色中部小学校に改称する。校舎の一部が一色町立一色中学校の校舎となる（1948年まで）。
- 1951年（昭和26年）4月1日 - 校舎内の中央公民館に愛知県立西尾高等学校一色分校が移転する（同年12月まで）。
- 2011年（平成23年）4月1日 - 一色町が西尾市に編入される。同時に西尾市立一色中部小学校に改称する。

## 交通アクセス
- いっちゃんバス「中部小北」バス停より徒歩約3分。

## 周辺施設
- 愛知県立一色高等学校
- 西尾市立一色西部小学校
- 西尾市立一色南部小学校
- 西尾市役所一色支所
- 高須病院